# Klitispa
Klitispa es un género de escarabajos  de la familia Chrysomelidae. En 1940 Uhmann describió el género. Contiene las siguientes especies:
- Klitispa corrugata (Spaeth, 1933)
- Klitispa mutilata (Chen & Sun, 1964)
- Klitispa nigripennis (Weise, 1905)
- Klitispa opacicollis (Gestro, 1917)
- Klitispa opacula (Spaeth, 1933)
- Klitispa rugicollis (Gestro, 1890)